# Antonia periscana
Antonia periscana är en tvåvingeart som beskrevs av Paramonov 1933. Antonia periscana ingår i släktet Antonia och familjen svävflugor.
Artens utbredningsområde är Iran. Inga underarter finns listade i Catalogue of Life.